# 1410
| 1410               |
| ------------------ |
| Dødsfald - Fødsler |
|                    |

| Gregoriansk kalender | 1410 MCDX               |
| Ab urbe condita      | 2163                    |
| Armensk kalender     | 859 ԹՎ ՊԾԹ              |
| Kinesiske kalender   | 4106 – 4107 己丑 – 庚寅 |
| Etiopisk kalender    | 1402 – 1403             |
| Jødisk kalender      | 5170 – 5171             |
| Hindukalendere       |                         |
| - Vikram Samvat      | 1465 – 1466             |
| - Shaka Samvat       | 1332 – 1333             |
| - Kali Yuga          | 4511 – 4512             |
| Iransk kalender      | 788 – 789               |
| Islamisk kalender    | 813 – 814               |

Regent i Danmark: Margrete 1. 1387-1412 og formelt Erik 7. af Pommern 1396-1439
Se også 1410 (tal)

## Begivenheder
- Kong Erik erobrer Ærø og Als
- 15. juli – Slaget ved Tannenberg hvor Polen og Litauen besejrede en hær fra Den tyske Orden
- Jobst af Mähren vælges som tysk-romersk konge. Sigismund af Luxemburg vælges ved et alternativt valg.
- Karmeliterordenen kommer til Danmark.

## Født
- Kunstmaleren Conrad Witz (død 1446).
- Komponisten Johannes Ockeghem (død 1497).

## Dødsfald
- Modpave Alexander 5. dør og afløses af modpave Johannes 23.
- 18. maj - Wittelsbacheren Ruprecht 3. af Pfalz, tysk-romersk konge fra 1400 til sin død (født 1352).
- Komponisten Matheus de Perusio (født ca. 1380).